# Egbert Dekkers
Marinus Egbertus (Egbert) Dekkers (Zeeland, 4 januari 1908 – Boxtel, 13 oktober 1983) was een Nederlandse priester, glazenier, schilder en mozaïekkunstenaar.

## Leven en werk
Dekkers was een zoon van landbouwer Johannes Josephus Dekkers en Johanna Verkampen. Hij bezocht het seminarie Beekvliet, werd in 1935 priester gewijd en benoemd tot kapelaan in Rosmalen. Het bisdom stelde hem in staat een opleiding te volgen aan de Rijksakademie van beeldende kunsten in Amsterdam, waar hij een leerling was van Johannes Hendricus Jurres en Heinrich Campendonk. Samen met de kunstenaar en studiegenoot Jan Dijker (1913-1993) woonde hij nadien in villa Hoogenhuize in Moergestel, waar ze elk een eigen atelier hadden.
Dekkers hield zich onder meer bezig met ramen in glas in lood en glas in beton, wandschilderingen, vrije schilderkunst, mozaïeken en betonnen reliëfs. Zijn ramen werden uitgevoerd bij het atelier Flos in Steyl. Aanvankelijk werkte hij daarbij in de trant van de Limburgse School, vanaf de jaren vijftig ontwikkelde hij een eigen stijl met complexe, veelkleurige voorstellingen en langgerekte figuren. Naast kunstenaar was hij ruim dertig jaar als rector verbonden aan het Stanislausklooster in Moergestel.
In 1957 ontving Dekkers de Provinciale Prijs voor Schone Kunsten van Noord-Brabant. Door een ziekte waarbij hij gedeeltelijk verlamd raakte, kon hij na 1969 niet meer als kunstenaar werken.

## Werken (selectie)
- vier ramen (1938) voor het raadhuis van Oisterwijk
- ramen voor de kapel (1950) van het psychiatrisch centrum Sint-Anna in Venray (later Vincent van Goghinstituut)
- ramen voor de kapel (1952-1954) van de zusters Franciscanessen in Veghel
- ramen (1954) voor de Sint-Jans Onthoofdingkerk in Moergestel
- wandschilderingen (1954) voor de Noordhoekse kerk in Tilburg
- schildering in de apsis (1955) van de Maria Hemelvaartkerk in Philippine
- ramen (1956) voor de Sint-Antonius Abtkerk in Sint Anthonis
- raam (1958) voor de Sint-Janskathedraal in 's-Hertogenbosch
- beglazing (1958-1961) van de kerk van abdij Koningshoeven in Berkel-Enschot
- glas-in-betonwand (1961) voor het Fraterhuis in Cuijk
- twee glaswanden (1962) voor de Sint-Antonius van Paduakerk in Waalwijk
- drie ramen (1966) voor de Moeder van de Verlosserkerk in Schalkwijk
- beglazing (1967-1968) van het Sint-Stanislausklooster in Moergestel
- ramen voor de kapel van de Zusters van Julie Postel in Boxmeer
- wandschilderingen voor de Maria Vredeskapel in Deurne
- wandschilderingen voor de Mariakapel in Zeeland
- wandschildering voor de Landeniuskerk in Empel
- gevelmozaïek voor de hbs in Empel
- gevelreliëf met mozaïek voor het Rythovius College in Eersel
- gevelreliëf voor het ziekenhuis in Waalwijk

## Afbeeldingen

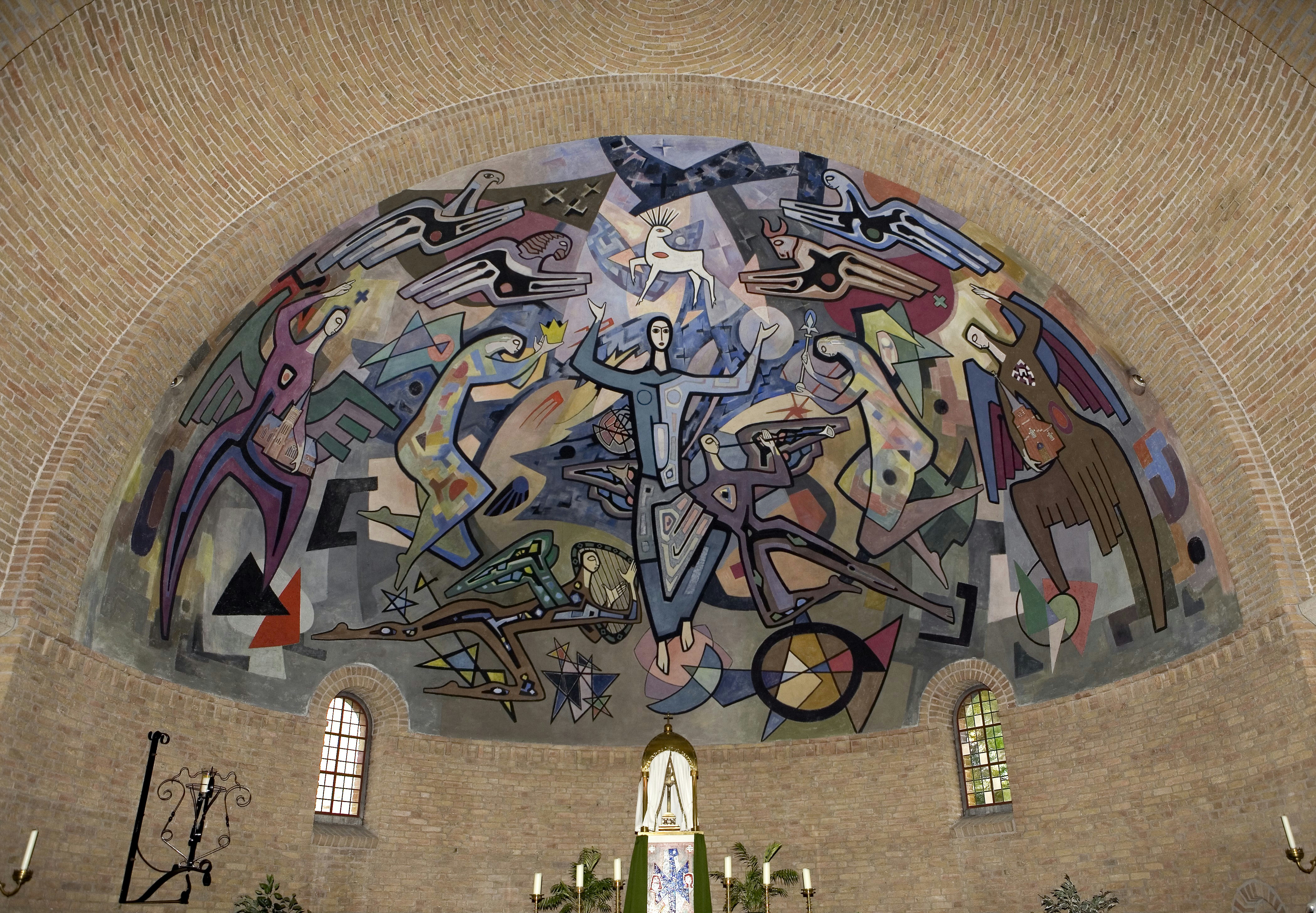
Maria Hemelvaartkerk, Philippine
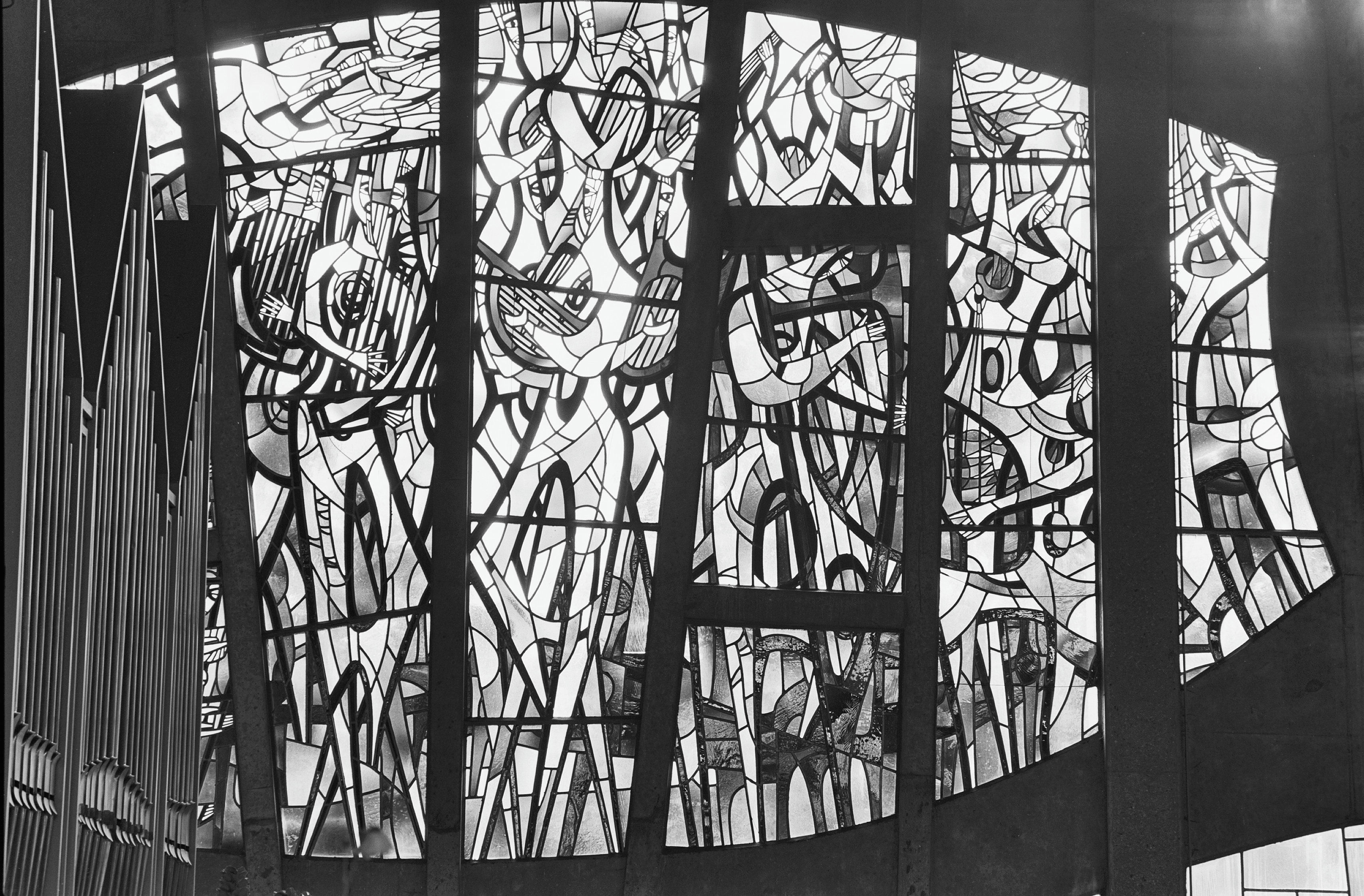
Antonius van Paduakerk, Waalwijk
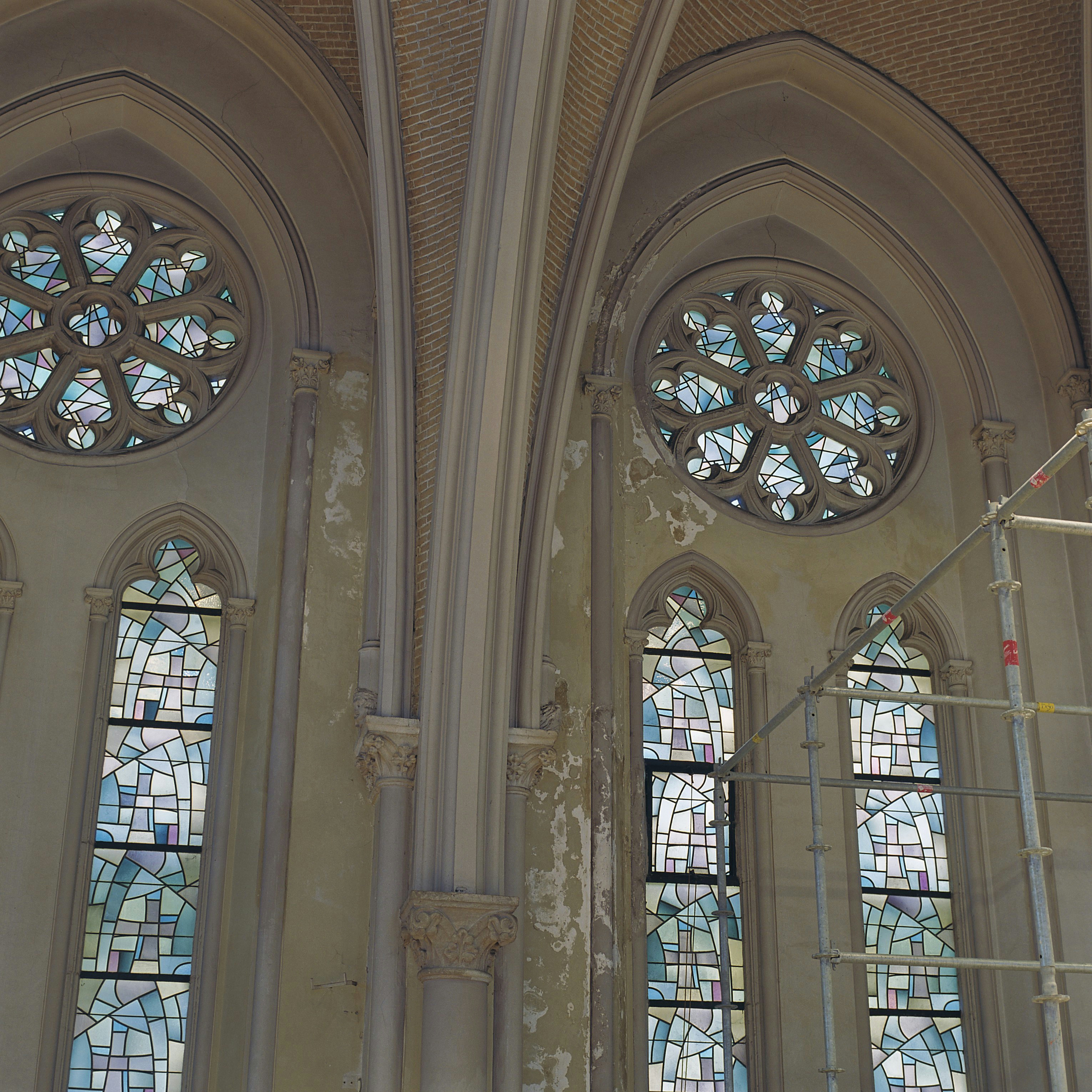
Abdij Koningshoeven
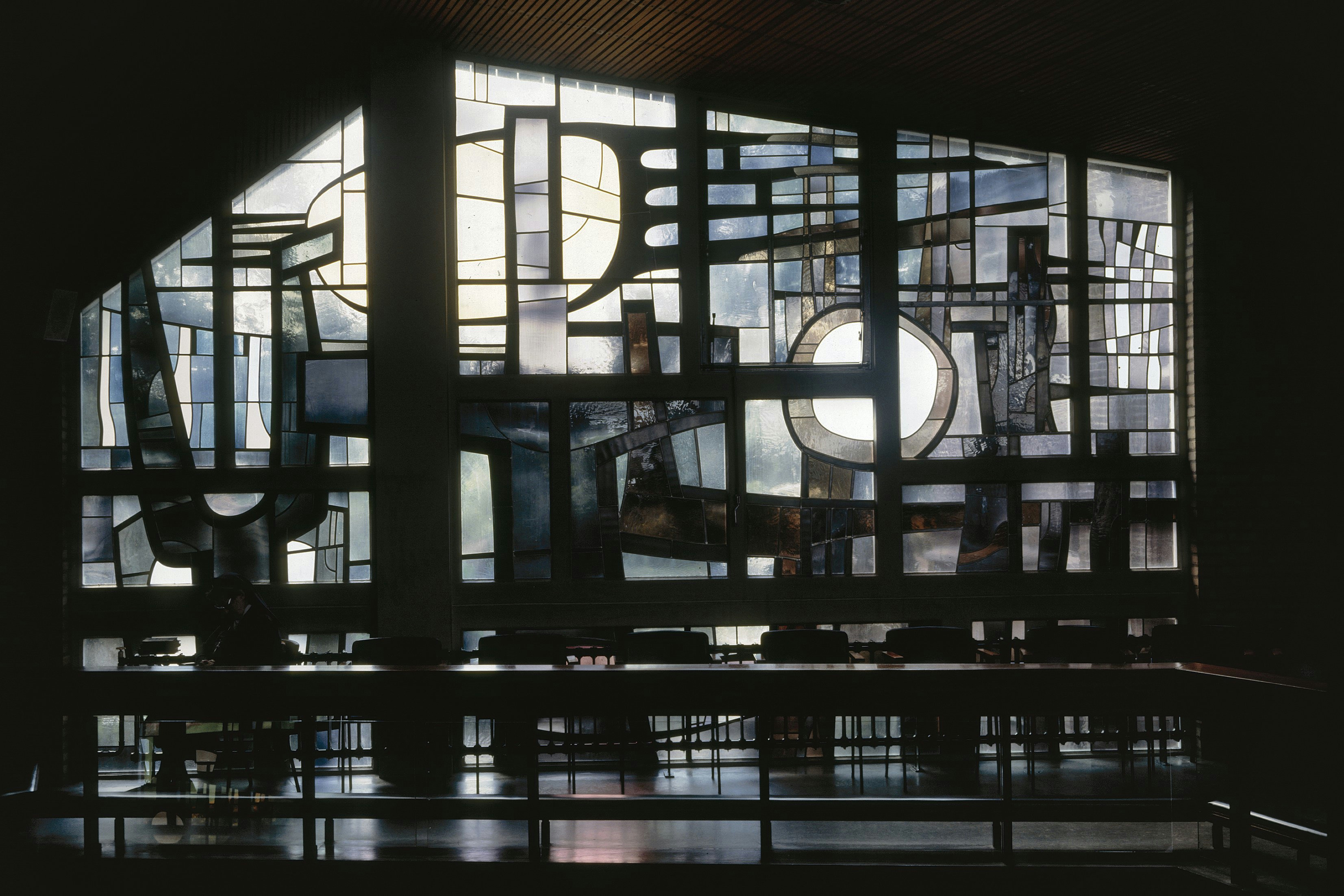
Sint-Stanislausklooster, Moergestel
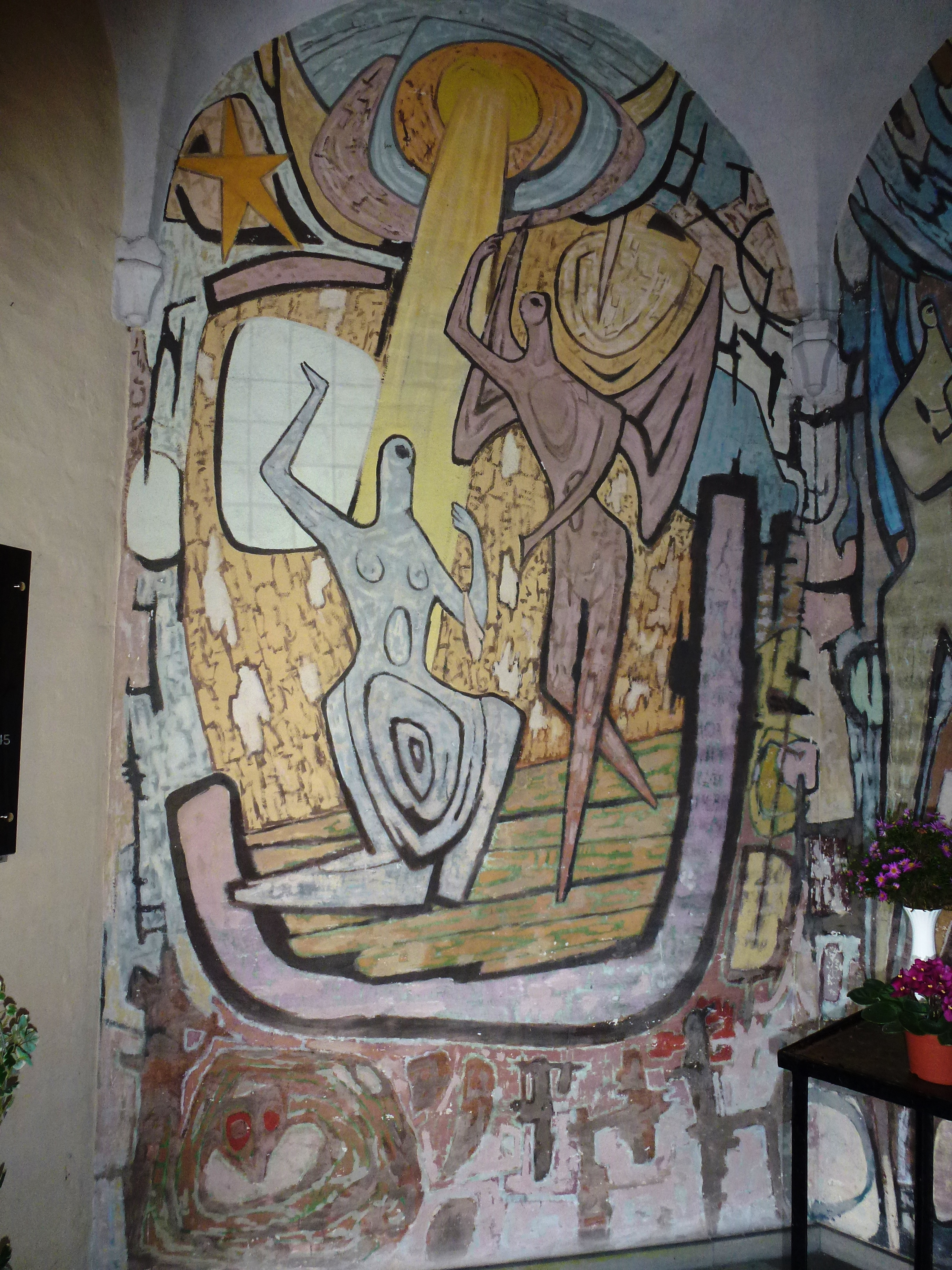
Mariakapel, Zeeland